# دونالد دوغلاس (جراح)
السير دونالد ماكلويد دوغلاس (بالإنجليزية: Sir Donald Macleod Douglas)‏ (مواليد 28 يونيو 1911  –  28 يناير 1993)؛ هو جراح أكاديمي إسكتلندي.